# HD 48948
HD 48948 è una stella nana arancione di magnitudine 8,58 situata nella costellazione della Lince. Dista circa 55 anni luce dal sistema solare.

## Caratteristiche fisiche
La stella è una nana arancione nella sequenza principale, grande un po' più della metà del Sole, avendo raggio e massa pari a poco meno del 70% di esso. La temperatura media è inferiore, ma l'età è più alta.

## Sistema planetario
Nel 2024 sono stati individuati in orbita attorno alla stella tre pianeti tramite il metodo della velocità radiale. Non essendo stati osservati transiti non sono note le dimensioni dei pianeti e quindi la loro natura; gli scopritori affermano che sono tre candidate Super Terre, in particolare i due pianeti più interni che hanno masse rispettivamente di 4,88 e 7,27 masse terrestri potrebbero essere pianeti rocciosi. Il terzo pianeta in ordine di distanza dalla stella, HD 48948 d, è situato nella parte più interna della zona abitabile del sistema, e la sua temperatura di equilibrio è di 349 K. Con una massa di poco superiore a 10 M⊕ potrebbe essere anch'esso una Super Terra oppure un nano gassoso senza superficie solida.

### Prospetto del sistema
Di seguito un prospetto dei pianeti orbitanti attorno alla stella.
| Pianeta | Tipo        | Massa         | Periodo orb.  | Scoperta |
| ------- | ----------- | ------------- | ------------- | -------- |
| b       | Super Terra | 4,88±0,21 M⊕  | 7,34 giorni   | 2024     |
| c       | Super Terra | 7,27±0,7 M⊕   | 38 giorni     | 2024     |
| d       | Super Terra | 10,59±1,00 M⊕ | 151,12 giorni | 2024     |